# Enfant terrible
Der Ausdruck Enfant terrible (IPA: [ɑ̃ˌfɑ̃ː tɛˈʁiːbl̩], anhörenⓘ) stammt aus dem Französischen und bedeutet wörtlich „schreckliches Kind“, sinngemäß also „Familien- oder Bürgerschreck“. 
Im allgemeinen Sprachgebrauch wird er begütigend-ironisch für Außenseiter oder Exzentriker verwendet, die durch unangepasste oder zügellose Handlungen auffallen und andere mitblamieren. 
Seit wann genau der Ausdruck in diesem Sinn gebraucht wird, scheint offen. Georg Büchmann meinte, er sei „wohl dadurch verbreitet worden, dass der Karikaturist Paul Gavarni […] einer seiner komischen Bilderfolgen den Titel Les enfants terribles gab“. Weitere Verbreitung erfuhr der Ausdruck im 20. Jahrhundert durch den Roman Les Enfants terribles (Kinder der Nacht) des französischen Surrealisten Jean Cocteau aus dem Jahr 1929.

## Begriffsverwendungen
Der Ausdruck Enfant terrible wird nahezu immer in Verbindung mit einer oder mehreren Personen sowie dabei häufig im Bereich von Kunst, Kultur, Mode und Sport verwendet, oft auch als alleinstehende Bezeichnung. In der Regel charakterisiert der Begriff dann ein bestimmtes, oft auch provokantes Verhalten der so bezeichneten Person.